# 瑚布图河
瑚布图河（羅馬化：Reka Granitnaya）是位于中国东北地区和俄罗斯滨海边疆区之间的一条界河，是绥芬河右岸支流。“瑚布图”（满文：ᡥᡠᠪᡨᡠ，转写：hubtu）满语意为“棉袍”。
瑚布图河发源于俄罗斯滨海边疆区哈桑区北部桑杜加山（Сандуга，sandugo，也称涅任卡，Нежинка，Nezhinka）西侧，西北流至中国吉林省珲春市东北角成为中俄两国界河，蜿蜒向北流，经黑龙江省东宁市三岔河林场、大肚川镇亮子川、三岔口镇庙岭、前营、光星、南山等村，最后于新立村东南（大密得扬岛）汇入绥芬河。河长114千米（其中国际界河长度99千米），河道平均比降5.55‰，流域面积1732平方千米，年均径流量1.85亿立方米。瑚布图河右岸俄罗斯境内人烟稀少，山峦重叠，沿岸北茂密的森林所覆盖；左岸中国境内地势低平，土质肥沃，大部分已经开垦为耕地。